# Holiday with Hank
Holiday with Hank è l'unico album da leader di Hank D'Amico, pubblicato dalla Bethlehem Records nel 1954. Il disco fu registrato il 5 e 8 ottobre 1954 a New York.

## Tracce
Lato A
1. Hank's Holiday (Hank D'Amico, Nick Caiazza)
2. Billy's Bubble (Bill Triglia)
3. Gone (George Gershwin, Ira Gershwin, Dubose Heyward)
4. Tomorrow (Shorty Baker)

Lato B
1. Grasshopper (Quincy Jones)
2. Bernie's Tune (Bernie Miller, Jerry Lieber, Mike Stoller)
3. Hank's Dilemma (Hank D'Amico)
4. The Nearness of You (Hoagy Carmichael, Ned Washington)

## Musicisti
- Hank D'Amico – clarinetto
- Bill Triglia – pianoforte
- Milt Hinton – contrabbasso
- Charlie Smith – batteria